# Manual de Oslo

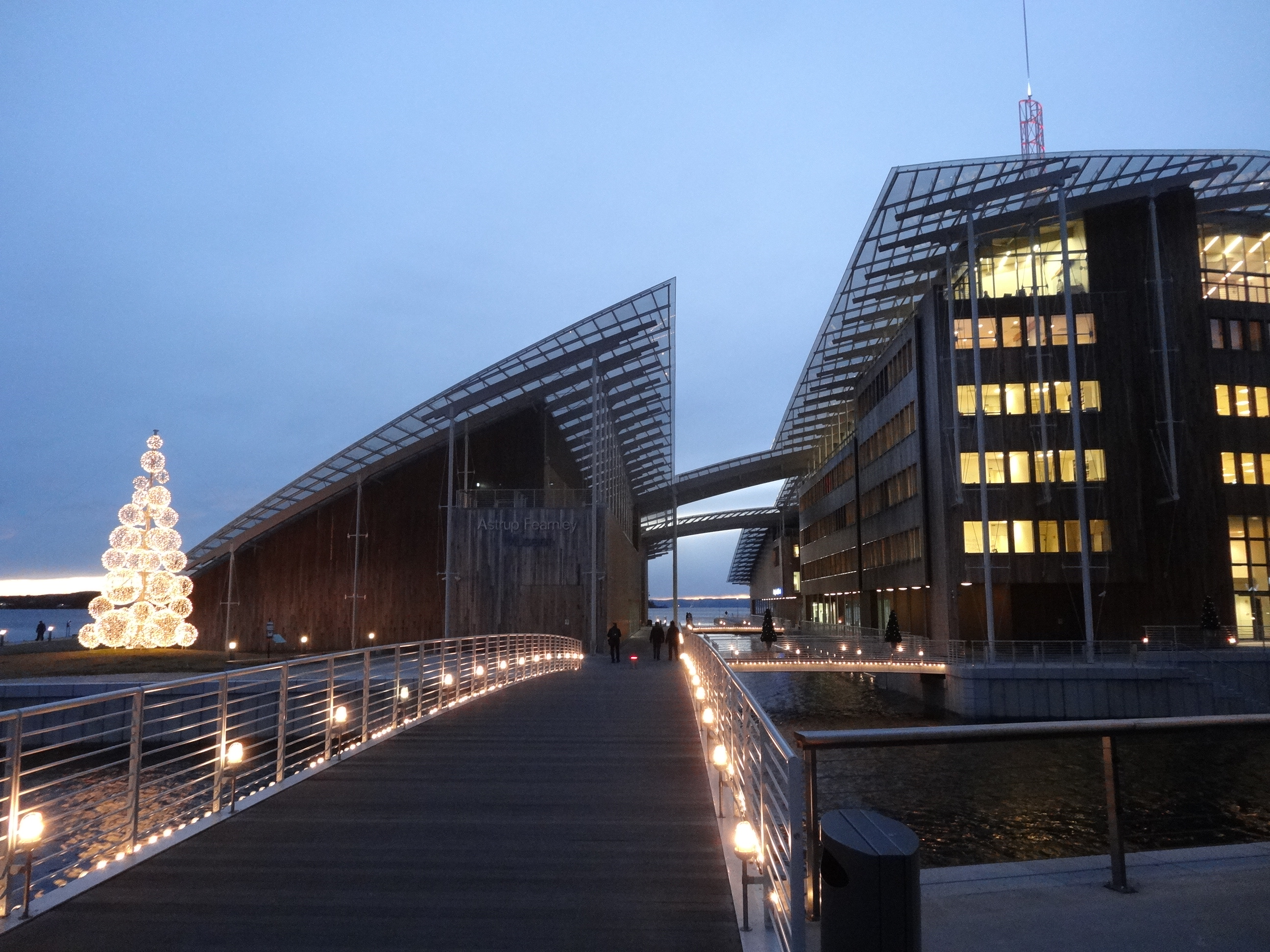
Museo de Arte Moderno de Oslo

El Manual de Oslo se refiere al documento de la OCDE (Organización para la Cooperación y el Desarrollo Económico), elaborado junto con Eurostat, con el título Medición de las Actividades Científicas y Tecnológicas. Directrices propuestas para recabar e interpretar datos de la innovación tecnológica: Manual Oslo, publicado por primera vez en 1992. Como indica su título, es una «guía para la realización de mediciones y estudios de actividades científicas y tecnológicas».
La primera edición data de 1992 y se centra en el sector manufacturero. La segunda edición, de 1997, amplió su aplicación al sector servicios. La tercera edición, de 2005, es el resultado de experiencias acumuladas desde la edición de 1997 y de las necesidades de los gobiernos de adecuar sus políticas de innovación. En el año 2018 se publicó la cuarta edición, que incorpora aspectos novedosos como las cadenas globales de valor.
El Manual de Oslo es un referente importante para el análisis y recopilación de datos sobre innovación tecnológica, a modo de guía, define conceptos y clarifica las actividades que forman parte del proceso de innovación, así como los tipos de innovación y el impacto de dichas innovaciones en el desempeño de la organización, avanzando así en el conocimiento del proceso global. La actualización y uso de este manual contribuye a la implantación de una cultura tecnológica actualmente en desarrollo constante.
Su uso se ha generalizado ampliamente a nivel internacional, aunque aún existen algunas lagunas en su aplicación, especialmente en regiones de África, Asia Central y Meridional, América Latina y el Caribe. Pero existe un interés generalizado en la naturaleza y el papel de la I+D en los países en vías de desarrollo, planteando interrogantes sobre la forma correcta en la que debe medirse estos esfuerzos, algo que queda dentro de los marcos establecidos en el Manual de Oslo.
El Manual de Oslo forma parte de un conjunto de manuales, guías y directrices de la OCDE llamados “Familia Frascati”. Todos ellos están dedicados a la I+D (como el Manual de Frascati), a la sociedad de la información, a la interpretación de datos científicos, tecnológicos y de innovación, a los recursos humanos en ciencia y tecnología (como el Manual de Camberra), o sobre indicadores de globalización, entre otros.

## Contenido y actualización
El Manual se ocupa de los cambios que suponen un grado de novedad significativo para las empresas.
En realidad es una guía metodológica de elaboración de encuestas y estadísticas, aunque también permite otras utilidades pero se ha convertido en la principal fuente internacional de directrices para la recogida y análisis de información relativa a innovación. En España, además, la legislación ha adoptado sus definiciones en materia de incentivos a la innovación y son referencia para los organismos públicos, por lo que también ha servido para establecer el papel de la universidad en el sistema de innovación, comprender mejor los procesos de innovación y conocer la concepción oficial de la Unión Europea al respecto.
El Manual define cuatro tipos de innovaciones: producto, proceso, marketing y organización. Se aplica tanto a la industria como a los servicios, incluyendo los servicios públicos. Considera la innovación como un proceso en red en el que las interacciones entre los diversos agentes generan nuevos conocimientos y tecnología.
El Manual de Oslo se ha actualizado para recabar los progresos realizados en el área del proceso de innovación. Una de las principales razones por las que se llevó a cabo esta actualización fue por la necesidad de ampliar las directrices y recomendaciones a ramas de servicios, para las que también surgía la necesidad de medir los factores de innovación relacionados con la I+D. Entre los principales cambios destacan:
- Revisión y ampliación de la definición de innovación, incluyendo dos nuevos tipos: innovaciones de marketing y organizacionales.
- Medición de las actividades de innovación, incluyendo dos nuevos tipos: preparativos para innovaciones de marketing y preparativos para innovaciones organizativas.
- El rol que juegan las relaciones externas de la empresa en el proceso de innovación.

## Traducciones
El Manual de Oslo, inicialmente editado en inglés, ha sido traducido y distribuido en diversos idiomas, de cuyas ediciones en la gran mayoría de los casos se ha ocupado la OCDE. En concreto, las diferentes ediciones de la tercera edición del Manual de Oslo en los principales idiomas se muestran a continuación:
- Inglés, publicado por la propia OCDE.

- Francés, publicado por la propia OCDE.

- Español, publicado por la propia OCDE.

- Portugués, publicado en exclusiva por la empresa FINEP.

- Turco, publicado por la propia OCDE.

- Ruso, publicado por la propia OCDE.

- Polaco, publicado por la propia OCDE.